# La duchessa d'Alba
La duchessa d'Alba (The Climbers) è un film muto del 1927 diretto da Paul L. Stein. Tratta dall'omonima commedia di Clyde Fitch, la storia era già stata adattata per lo schermo nel 1915 con un The Climbers
diretto da Barry O'Neil.

## Trama
Il duca di Arrogan, primo ministro alla corte spagnola di Ferdinando VII, ha una relazione con la contessa Veya, un'ambiziosa arrampicatrice sociale. Gelosa della moglie del duca, la contessa complotta per far cadere in disgrazia la rivale nel cui boudoir viene trovato nascosto Cordova, un prigioniero politico. Il re manda i due in esilio: la duchessa, invelenita contro il genere umano, diventa crudele e spietata, mentre Cordova, sotto il nome di El Blanco, diventa un bandito. Laska, la figlia della duchessa, fuggita di casa per evitare un matrimonio di convenienza con il dissoluto principe Trevan, è intenzionata a raggiungere la madre nella sua tenuta. Morto il duca di Arrogan, Laska viene liberata dai banditi che l'avevano rapita. La madre, finalmente, si riunisce alla figlia e a Cordova.

## Produzione
Il film fu prodotto dalla Warner Bros. Pictures.

## Distribuzione
Distribuito dalla Warner Bros. Pictures, il film uscì nelle sale cinematografiche statunitensi il 14 maggio 1927.
In Italia venne distribuito nel marzo 1929. Il titolo inizialmente scelto era Lupa, che venne poi cambiato ne La duchessa d'Alba.
Non si conoscono copie ancora esistenti della pellicola che viene considerata presumibilmente perduta.